# Sven Sjöberg
Sven Sjöberg var en svensk målare och bildhuggare verksam under 1700-talet.
Sjöberg var verksam i trakterna kring Kristianstad och utförde målningsarbeten i Röddinge kyrka i Malmöhus län 1741 och för Hofterups kyrka utförde han bildhuggeriet på predikstolen 1751.